# Raoiella shimapana
Raoiella shimapana är en spindeldjursart som beskrevs av Meyer 1979. Raoiella shimapana ingår i släktet Raoiella och familjen Tenuipalpidae. Inga underarter finns listade i Catalogue of Life.